# 진도 청용사 소장 불교전적
진도 청용사 소장 불교전적(珍島 靑龍寺 所藏 佛敎典籍)은 대한민국 전라남도 진도군 청용사에 있는 불교전적이다. 2005년 7월 13일 전라남도의 유형문화재 제283호로 지정되었다.

## 참고 문헌
- 진도 청용사 소장 불교전적 - 국가유산청 국가유산포털